# Pachydema navatteae
Pachydema navatteae är en skalbaggsart som beskrevs av Baraud 1985. Pachydema navatteae ingår i släktet Pachydema och familjen Melolonthidae. Inga underarter finns listade i Catalogue of Life.